# Слов'янський союз
Слов'янський союз — націонал-соціалістичний рух, заборонений на території Російської Федерації як екстремістський. Заявленою метою є «створення Росії на чолі з титульною нацією і з правом національного самовизначення російського народу».
Генеральна прокуратура Росії відносить «Слов'янський союз» до найактивніших екстремістських об'єднань Росії нарівні з організаціями: «Націонал-соціалістичне суспільство», «Рух проти нелегальної імміграції», «Північне братство».
Рух утворився у вересні 1999 року Лідером Слов'янського союзу був Дмитро Дьомушкін.
Слов'янський союз, симпатизував нацизму, хоча й не афішував цього.
У русі був В'ячеслав Дацик.
27 квітня 2010 року Московський міський суд визнав міжрегіональний громадський рух «Слов'янський союз» екстремістським. Цією постановою його діяльність заборонена на всій території Росії.
29 червня 2010 року Верховний Суд Росії залишив у силі рішення Московського міського суду про заборону руху. У той же день Демушкін заявив про саморозпуск організації.
3 травня 2011 року Дьомушкін, спільно з лідером РПНІ Алєксандром Поткіним, виступив засновником нової ультранаціоналістичної організації «Росіяни».